# Lozzi
Lozzi je naselje in občina v francoskem departmaju Haute-Corse regije - otoka Korzika. Leta 2006 je naselje imelo 130 prebivalcev.

## Geografija
Kraj leži v severno-osrednjem delu otoka Korzike znotraj naravnega regijskega parka Korzike, 80 km jugozahodno od središča Bastie. Na ozemlju občine ob meji s sosednjo občino Asco se nahaja najvišja gora Korzike, 2.706 metrov visoka Monte Cinto.

## Uprava
Občina Lozzi skupaj s sosednjimi občinami Albertacce, Calacuccia, Casamaccioli, Castiglione, Castirla, Corscia, Omessa, Piedigriggio, Popolasca, Prato-di-Giovellina in Soveria sestavlja kanton Niolu-Omessa s sedežem v Calacuccii. Kanton je sestavni del okrožja Corte.